# Рамсла
Рамсла (њем. Ramsla) општина је у њемачкој савезној држави Тирингија. Једно је од 75 општинских средишта округа Вајмарер Ланд. Према процјени из 2010. у општини је живјело 332 становника. Посједује регионалну шифру (AGS) 16071076.

## Географски и демографски подаци
Рамсла се налази у савезној држави Тирингија у округу Вајмарер Ланд. Општина се налази на надморској висини од 238 метара. Површина општине износи 4,0 km². У самом мјесту је, према процјени из 2010. године, живјело 332 становника. Просјечна густина становништва износи 82 становника/km².